# Juliane Noack (Volleyballspielerin)
Juliane Noack (* 10. Mai 2000) ist eine deutsche Volleyballspielerin.

## Karriere
Noack begann ihre Volleyball-Karriere beim Berlin Brandenburger Sportclub. Von 2016 bis 2019 spielte sie mit der Nachwuchsmannschaft VC Olympia Berlin in der Bundesliga und war Juniorennationalspielerin.